# Walther PPS

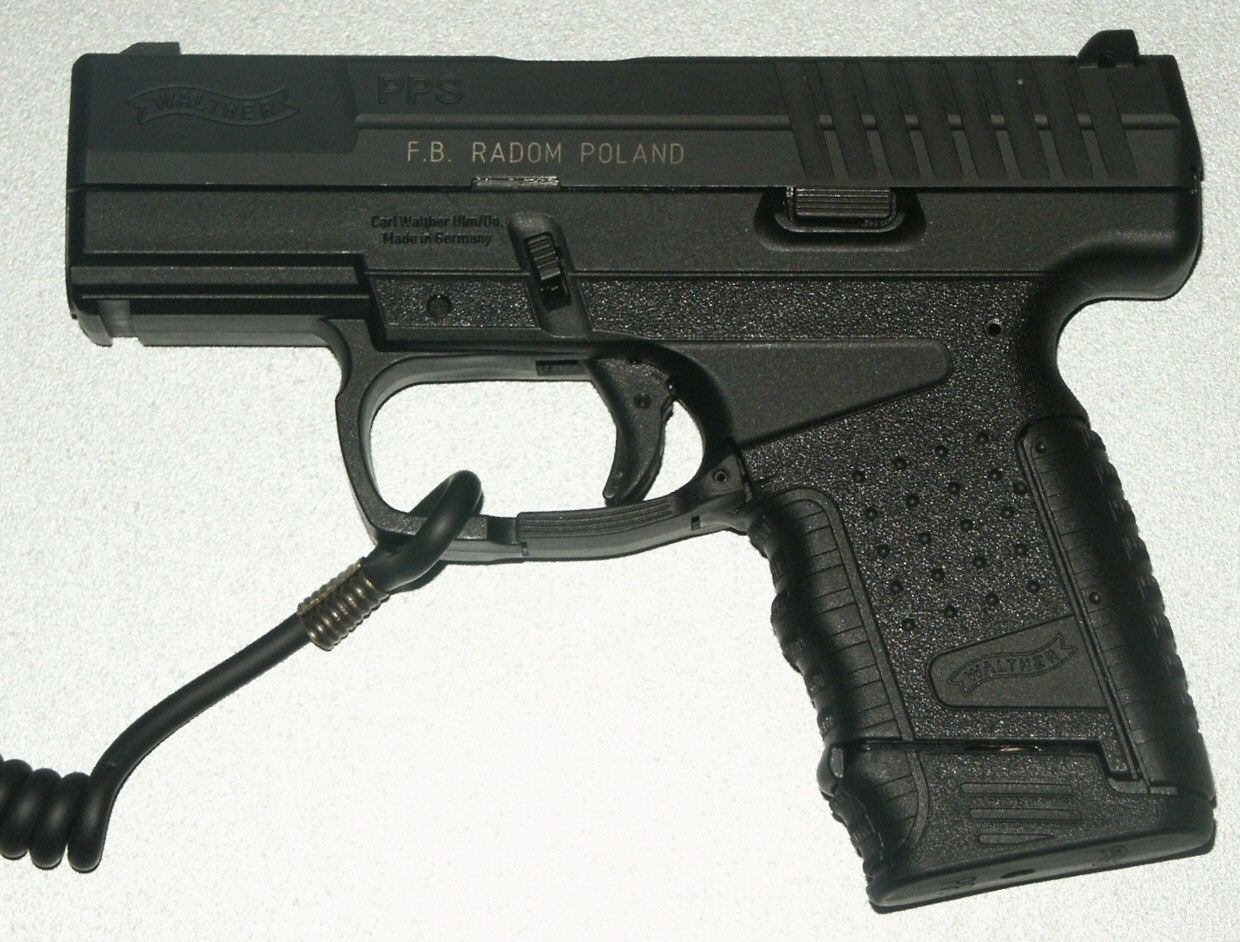
Walther PPS

Le Walther PPS (Police Pistol Slim) est un pistolet semi-automatique produit par la firme allemande Walther depuis 2007. Il peut être considéré comme le descendant du Walther PPK. Il est chambré pour le 9 mm Parabellum. Son chargeur peut contenir de 6 à 8 coups en fonction de la taille du grip du chargeur.
Son système de tir est bâti sur le même principe que le Walther P99, sans chien apparent et avec le système de sécurité Quick Safe.

## Données techniques
- Munitions : 9 mm Parabellum/.40 S&W
- Longueur : 16 cm
- Canon : 8 cm
- Masse à vide : 550 g
- Chargeur : 6/7/8 cartouches